# Ján Černoch
Ján kardinál Černoch (maďarsky Csernoch János; 18. dubna 1852, Skalica – 25. července 1927, Ostřihom) byl slovenský (uherský) kardinál, arcibiskup arcidiecéze Ostřihomské a kníže-primas uherský.

## Životopis

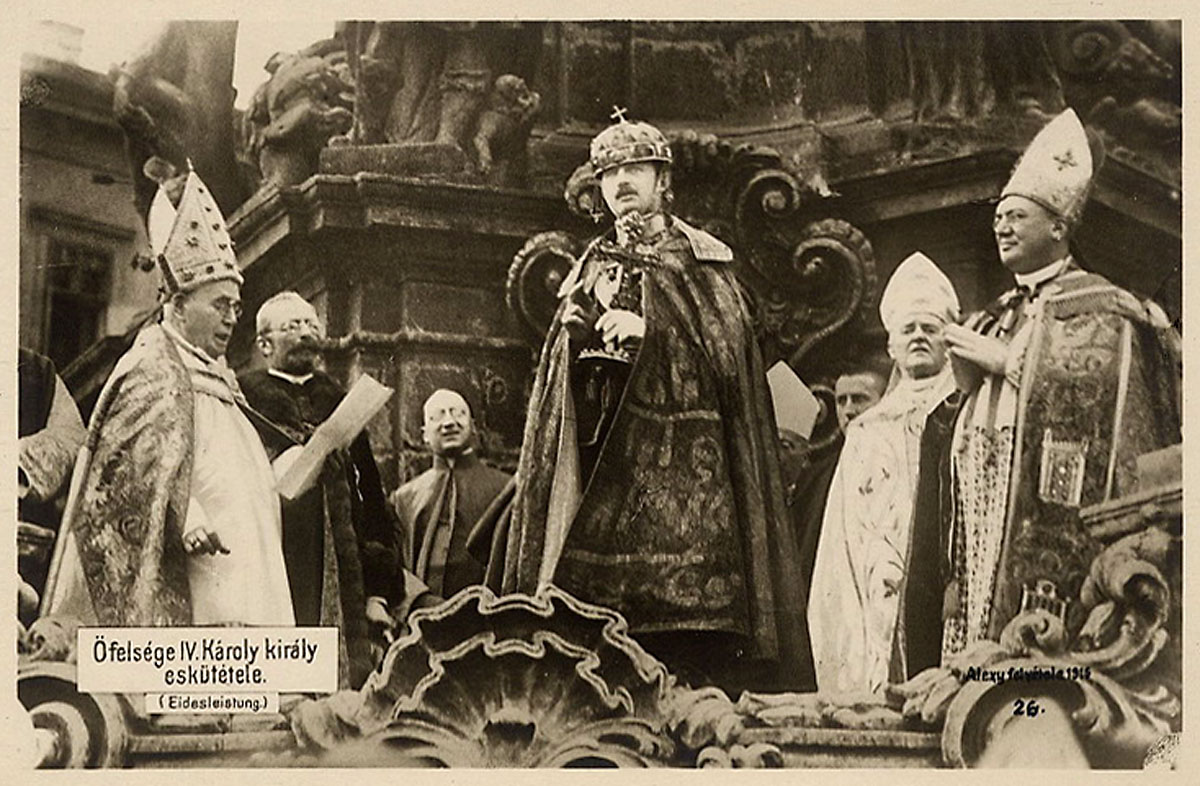
Kardinál Černoch (vlevo) při slavnostním slibu nově korunovaného uherského krále Karla IV. (30. prosince 1916).

Po ukončení gymnázia studoval teologii ve Vídni a promoval jako doktor teologie (ThDr.) 18. listopadu 1874 byl vysvěcen na kněze. Jako farář působil v Radošovcích a v Budapešti. Přispíval do slovenských časopisů (Katolické noviny, Kazateľňa a jiných). Pozornost maďarských vládních kruhů vzbudil svými realistickými články v časopise Alkotmány (Ústava). V roce 1880 se stal profesorem teologie v Ostřihomi. Vysvěcen na biskupa byl roku 1908, v roce 1913 se stal ostřihomským arcibiskupem a o rok později kardinálem.
Byl představitelem politického katolicizmu. V letech 1901–1910 byl poslancem uherského sněmu za Skalici (za Zichyho Ľudovou stranu). Prosazoval spolupráci katolíků a kalvinistů.

### Biskup a kardinál
16. února 1908 jmenoval papež Pius X. Jána Černocha biskupem diecéze Szeged-Csanád. 20. dubna 1911 byl jmenován metropolitou arcidiecéze Kalocsa-Kecskemét. Již 13. prosince 1912 jej Pius X. učinil arcibiskupem a metropolitou arcidiecéze Ostřihomské, nejdůležitější diecéze v Uhrách .
Papež Pius X. jej posléze jmenoval kardinálem-knězem titulu Sant'Eusebio v konzistoři dne 25. května 1914. Červený biret obdržel od následníka rakousko-uherského trůnu Františka Ferdinanda d'Este, který byl měsíc poté zavražděn v Sarajevu (28. června 1914). V roce 1915 obdržel kardinál Černoch královský uherský řád sv. Štěpána. Jako uherský primas korunoval 30. prosince 1916 Karla I. Habsburského uherským králem. Účastnil se konkláve, kterým byl v roce 1914 za papeže zvolen Benedikt XV. a také konkláve v roce 1922, které zvolilo Pia XI.

### Slovensko-maďarské vztahy
Svým darem 5000 zlatých Spolku sv. Vincenta v roce 1905 financoval výstavbu kulturního domu "Katolícky kruh" ("Slovenský dom") ve Skalici podle plánů architekta Dušana Jurkoviče. Na jeho provoz přispíval i v dalších letech, navzdory tomu, že nesouhlasil s pročeskou orientací reprezentovanou dr. Pavlem Blahem (který byl s kardinálem v příbuzenském vztahu). Janko Blaho (syn Pavla Blahy) vzpomínal na návštěvu své matky u Jána Černocha: "Pani kmotrenko, co si myslíte, že budem furt podporovať ten váš panslávsky dúm? Frfotal, frfotal, ale tisícovku dal".
Byl důsledným přívržencem Uherska. Maďarsky hovořil se zvláštním slovenským přízvukem. Po obsazení Skalice českými jednotkami se jeho bratr i s manželkou stali 4. listopadu 1918 oběťmi bestiální loupežné vraždy.
Kardinál Černoch vystupoval aktivně proti Maďarské republice rad. Později po nástupu admirála Miklóse Horthyho k moci stál v čele jeho odpůrců – legitimistů, usilujících o návrat legitimního krále Karla I. na uherský trůn.
Zemřel 25. července 1927, je pochovaný v kryptě ostřihomské katedrály.